# Joan Jordi III de Saxònia
Joan Jordi III de Saxònia (en alemany Johann Georg III von Sachsen) va néixer a
Dresden (Alemanya) el 20 de juny de 1647 i va morir a Tubinga el 12 de setembre de 1691. Membre de la casa de Wettin, era fill del duc Joan Jordi II (1613-1680) i de Magdalena Sibil·la de Brandenburg-Bayreuth (1612-1687).
Des de ben petit ja va ser educat per a ser el successor del seu pare com a Elector de Saxònia.
cosa que succeí el 1680. Educat en la més estricta tradició luterana va acollir l'Ordre dels Pietistes de Philipp Jakob Spener.
Es va trobar amb un ducat molt afectat econòmicament per la Guerra dels Trenta Anys, i el 1685 la ciutat de Dresden, amb poc més de vint mil habitants, va patir un incendi devastador, de manera que Joan Jordi es va dedicar a la seva reconstrucció seguint els cànons estètics del barroc. Era un gran amant de les arts, especialment de la música i del teatre italians. El 1685 va conèixer la cantant d'òpera Margarida Salicola que es va convertir en la seva amant.
Va reformar i ampliar notablement el seu exèrcit, sovint amb reclutaments obligats. En política exterior, va refredar les seves relacions amb França i es va distanciar de Brandenburg i els altres prínceps alemanys. Aliat dels Habsburg, va ser nomenat Mariscal del Sacre Imperi Romanogermànic en reconeixement dels seus mèrits militars. Va participar, a canvi de compensacions econòmiques, amb deu mil homes en la defensa de Viena, assetjada pels turcs, i més tard en la Guerra de Morea al costat de la república de Venècia.

## Matrimoni i fills
El 9 d'octubre de 1666 es va casar a Copenhaguen amb la princesa Anna Sofia de Dinamarca (1647-1717), filla del rei Frederic III (1609-1670) i de Sofia Amàlia de Brunsvic-Lüneburg (1628-1685). El matrimoni va tenir dos fills:
- Joan Jordi (1668-1694)
- Frederic August (1670-1733), casat amb Cristiana de Brandenburg-Bayreuth (1674-1727); va esdevenir rei de Polònia.

A més va legitimar Joan Jordi Maximilià de Fürstenhoff (1686-1753), un fill que havia tingut amb la seva amant Margarita Salicola.